# Hiccoda plebeia
Hiccoda plebeia är en fjärilsart som beskrevs av Butler 1899. Hiccoda plebeia ingår i släktet Hiccoda och familjen nattflyn. Inga underarter finns listade i Catalogue of Life.